# Martin Schäppi
Martin Schäppi (né le 12 décembre 1996 à Horgen) est un coureur cycliste suisse.

## Biographie
En 2016, Martin Schäppi rejoint BMC Development, réserve de l'équipe WorldTour BMC Racing. Au mois de juin, il devient champion de Suisse du contre-la-montre espoirs devant ses coéquipiers Lukas Spengler et Patrick Müller.

## Palmarès sur route

### Par année
- 2014
  -  Champion de Suisse du contre-la-montre juniors
  - 3e du championnat de Suisse sur route juniors
  - 3e du Tour de Berne juniors
  - 7e du championnat d'Europe du contre-la-montre juniors
- 2015
  - Tour de Berne amateurs
  - 3e du Prix des Vins Henri Valloton amateurs
- 2016
  -  Champion de Suisse du contre-la-montre espoirs
- 2018
  - Prix des Vins Henri Valloton
- 2019
  - 3e de la Flèche ardennaise

### Classements mondiaux
| Année           | 2016 | 2017 | 2018   |
| --------------- | ---- | ---- | ------ |
| UCI Asia Tour   | 551e |      | 626e   |
| UCI Europe Tour |      |      | 1 315e |

## Palmarès sur piste

### Championnats d'Europe
- Anadia 2014
  -  Médaillé d'argent de la poursuite par équipes juniors

### Championnats de Suisse
- 2012
  - 2e de la vitesse par équipes
- 2017
  - 2e de la poursuite par équipes